# Dariusz Kucharski
Dariusz Kucharski (ur. 29 października 1968 r. w Dzierżoniowie) – polski inżynier środowiska; samorządowiec, burmistrz Dzierżoniowa od 2014 roku.

## Życiorys
Urodził się w 1968 roku w Dzierżonowie, z którym związał swoje życie prywatne i zawodowe. Uczęszczał kolejno do miejscowej Szkoły Podstawowej nr 9, a następnie Zespołu Szkół Radiotechnicznych, który ukończył w 1988 roku zdobyciem tytułu zawodowego technika w zakresie obróbki skrawaniem. Po ukończeniu szkoły pracował najpierw jako monter aparatów i układów hydraulicznych, a następnie referent ds. BHP w dzierżoniowskim Silesianie, a następnie w Wojewódzkim Przedsiębiorstwie Energetyki Cieplnej w Dzierżoniowie, przekształconym następnie w spółkę pracowniczą DZT S.A. i firmach ciepłowniczych. W latach 1993–1997 studiował na Wydziale Inżynierii Środowiska Politechniki Wrocławskiej uzyskując tytuł zawodowy inżyniera środowiska w specjalności: klimatyzacja, ogrzewnictwo i instalacje sanitarne. W 2000 roku został powołany na stanowisko wiceprezesa spółki prowadzącej prace budowlano-instalacyjne w branży energetycznej DZT Building sp. z o.o. Dwa lata później został zastępcą prezesa ds. technicznych i eksploatacji w bielawskiej Spółdzielni Mieszkaniowej. W 2004 roku objął stanowisko dyrektora regionu w firmie DZT Fortum sp. z o.o., które pełnił do 2006 roku.
Od 1998 roku aktywnie zaangażował się również w działalność społeczno-polityczną. W kolejnych wyborach samorządowych był kandydatem na radnego Rady Miejskiej w Dzierżoniowie z ramienia stowarzyszeń lokalnych: w 1998 roku z ramienia Dzierżoniowskiej Unii Obywatelskiej (DUO), a w 2002 roku Obywatelskiego Bloku Samorządowego (OBS). W wyborach samorządowych w 2006 roku startował z listy Platformy Obywatelskiej (PO), której jest członkiem od 2003 roku, jako kandydat na radnego Rady Powiatu Dzierżoniowskiego. Objął mandat radnego powiatu i został wicestarostą. Cztery lata później w kolejnych wyborach samorządowych uzyskał ponownie mandat radnego powiatowego. W 2014 roku zdecydował się kandydować na funkcję burmistrza Dzierżoniowa wygrywając w I turze z wynikiem 59,37% ważnych głosów. W 2018 roku uzyskał reelekcję w I turze z wynikiem 68,82% głosów. W 2024 roku został wybrany po raz trzeci wygrywając już w pierwszej turze tak jak w 2018 roku.

## Odznaczenia
- Odznaka Honorowa za Zasługi dla Samorządu Terytorialnego – 2024[8][9]